# Mercadier
Mercadier († 1200 in Bordeaux) war ein französischer Söldnerführer in Diensten Richard Löwenherz.

## Lebensgeschichte
Mercadier stammte vermutlich aus Südfrankreich, wo er 1183 erstmals als Anführer der Söldner aus Brabant auftaucht. Kurz darauf trat er in den Dienst von Richard Löwenherz, der zu dieser Zeit noch Herzog von Aquitanien war. Er unterstützte diesen bei den ausgedehnten Fehden im Limousin und Toulouse. 1188 unterstanden ihm siebzehn eingenommene Burgen des Grafen von Toulouse.
1189 begleitete Mercadier Richard auf dem Dritten Kreuzzug, wurde dann aber von ihm zurückgesandt, nachdem der französische König Philipp II. umgekehrt war, um die südfranzösischen Besitzungen der Plantegenets zu schützen. Nach Richards Rückkehr 1194 war Mercadier seine rechte Hand, reiste und kämpfte an seiner Seite. In den diversen Kriegen von Richard und Philipp II. kämpfte er erfolgreich in Berry, der Normandie, in Flandern und der Bretagne und wurde zu Richards wichtigster Stütze auf dem Kontinent. Richard erwähnte ihn in Briefen immer wieder lobend. 
Mercadier erhielt in Limousin die ehemaligen Besitztümer von Adhémar de Beynac, der um 1190 starb, ohne einen Erben zu hinterlassen.
Als Richard im März 1199 bei der Belagerung der Burg von Châlus tödlich verwundet wurde, war es Mercadiers Leibarzt, der ihn behandelte. Mercadier rächte Richards Tod grausam an der Besatzung, indem er die Burg stürmte, die Verteidiger hängte und den Armbrustschützen Pierre Basile häutete, der Richard die tödliche Wunde zufügte, obwohl Richard um Pardon für ihn bat.
Anschließend diente er König Johann Ohneland und verwüstete in dessen Auftrag die Gascogne und Angers. Am 10. April 1200 wurde er dann während eines Besuches in Bordeaux ermordet, als er Königin Eleonore von Aquitanien seine Ehrerbietung bezeugen wollte, die ihre Enkelin Blanka von Kastilien aus Spanien mitbrachte. Sein Mörder war ein Gewappneter (Man-at-arms) von Brandin, einem rivalisierenden Söldnerhauptmann in den Diensten König Johanns.

## Wissenswertes
Nach ihm wurde eine der Zugbrücken von Château Gaillard benannt.